# Grand Prix Formule 1 van Abu Dhabi 2018
De Grand Prix Formule 1 van Abu Dhabi 2018 werd gehouden op 25 november op het Yas Marina Circuit. Het was de eenentwintigste en laatste race van het kampioenschap.

## Achtergrond
Lewis Hamilton won twee races geleden in de Grand Prix van Mexico zijn vijfde wereldkampioenschap in de Formule 1. Normaal gesproken rijdt hij rond met startnummer 44 op zijn auto, maar tijdens de eerste vrije training in Abu Dhabi reed hij met het kampioensnummer 1 op de neus van zijn Mercedes. Officieel was hij ingeschreven met startnummer 44, dat nog wel te zien was op zijn motorkap.
Voor diverse coureurs was dit hun (voorlopig) laatste Formule 1-race; McLaren-coureur en tweevoudig wereldkampioen Fernando Alonso gaat zich concentreren op het FIA World Endurance Championship en de Indianapolis 500, zijn teamgenoot Stoffel Vandoorne stapt over naar de Formule E, Force India-coureur Esteban Ocon wordt reservecoureur bij Mercedes en Sauber-rijder Marcus Ericsson maakt de overstap naar de IndyCar Series. Ook Williams-coureur Sergej Sirotkin en Toro Rosso-coureur Brendon Hartley vertrekken uit de Formule 1, hun plannen voor 2019 waren op het moment van de race nog niet bekend.

## Vrije trainingen

### Uitslagen
- Er wordt enkel de top-5 weergegeven.

| Vrije training 1 | Pos | No | Coureur          | Constructeur         | Tijd     |
| ---------------- | --- | -- | ---------------- | -------------------- | -------- |
| Vrije training 1 | 1   | 33 | Max Verstappen   | Red Bull-TAG-Heuer   | 1:38.491 |
| Vrije training 1 | 2   | 3  | Daniel Ricciardo | Red Bull-TAG-Heuer   | 1:38.945 |
| Vrije training 1 | 3   | 77 | Valtteri Bottas  | Mercedes             | 1:39.452 |
| Vrije training 1 | 4   | 44 | Lewis Hamilton   | Mercedes             | 1:39.543 |
| Vrije training 1 | 5   | 31 | Esteban Ocon     | Force India-Mercedes | 1:40.102 |
| Vrije training 2 | Pos | No | Coureur          | Constructeur         | Tijd     |
| Vrije training 2 | 1   | 77 | Valtteri Bottas  | Mercedes             | 1:37.236 |
| Vrije training 2 | 2   | 33 | Max Verstappen   | Red Bull-TAG Heuer   | 1:37.280 |
| Vrije training 2 | 3   | 3  | Daniel Ricciardo | Red Bull-TAG Heuer   | 1:37.428 |
| Vrije training 2 | 4   | 44 | Lewis Hamilton   | Mercedes             | 1:37.443 |
| Vrije training 2 | 5   | 7  | Kimi Räikkönen   | Ferrari              | 1:37.461 |
| Vrije training 3 | Pos | No | Coureur          | Constructeur         | Tijd     |
| Vrije training 3 | 1   | 44 | Lewis Hamilton   | Mercedes             | 1:37.176 |
| Vrije training 3 | 2   | 7  | Kimi Räikkönen   | Ferrari              | 1:37.464 |
| Vrije training 3 | 3   | 5  | Sebastian Vettel | Ferrari              | 1:37.587 |
| Vrije training 3 | 4   | 33 | Max Verstappen   | Red Bull-TAG Heuer   | 1:37.747 |
| Vrije training 3 | 5   | 77 | Valtteri Bottas  | Mercedes             | 1:37.933 |

Testcoureurs in vrije training 1:
 Antonio Giovinazzi (Sauber-Ferrari)
 Robert Kubica (Williams-Mercedes)

## Kwalificatie
Lewis Hamilton behaalde voor Mercedes zijn elfde pole position van het seizoen door teamgenoot Valtteri Bottas te verslaan. De Ferrari-rijders Sebastian Vettel en Kimi Räikkönen werden derde en vierde, terwijl het Red Bull-duo Daniel Ricciardo en Max Verstappen de vijfde en zesde tijd neerzetten. Romain Grosjean werd voor Haas zevende, met de Sauber van Charles Leclerc achter hem. De top 10 werd afgesloten door Force India-coureur Esteban Ocon en Renault-coureur Nico Hülkenberg.

### Kwalificatie-uitslag
| Pos                 | No | Coureur           | Constructeur         | Q1       | Q2       | Q3       | Grid |
| ------------------- | -- | ----------------- | -------------------- | -------- | -------- | -------- | ---- |
| 1                   | 44 | Lewis Hamilton    | Mercedes             | 1:36.828 | 1:35.693 | 1:34.794 | 1    |
| 2                   | 77 | Valtteri Bottas   | Mercedes             | 1:36.789 | 1:36.392 | 1:34.956 | 2    |
| 3                   | 5  | Sebastian Vettel  | Ferrari              | 1:36.775 | 1:36.345 | 1:35.125 | 3    |
| 4                   | 7  | Kimi Räikkönen    | Ferrari              | 1:37.010 | 1:36.735 | 1:35.365 | 4    |
| 5                   | 3  | Daniel Ricciardo  | Red Bull-TAG Heuer   | 1:37.117 | 1:36.964 | 1:35.401 | 5    |
| 6                   | 33 | Max Verstappen    | Red Bull-TAG Heuer   | 1:37.195 | 1:36.144 | 1:35.589 | 6    |
| 7                   | 8  | Romain Grosjean   | Haas-Ferrari         | 1:37.575 | 1:36.732 | 1:36.192 | 7    |
| 8                   | 16 | Charles Leclerc   | Sauber-Ferrari       | 1:37.124 | 1:36.580 | 1:36.237 | 8    |
| 9                   | 31 | Esteban Ocon      | Force India-Mercedes | 1:36.936 | 1:36.814 | 1:36.540 | 9    |
| 10                  | 27 | Nico Hülkenberg   | Renault              | 1:37.569 | 1:36.630 | 1:36.542 | 10   |
| 11                  | 55 | Carlos Sainz jr.  | Renault              | 1:37.757 | 1:36.982 |          | 11   |
| 12                  | 9  | Marcus Ericsson   | Sauber-Ferrari       | 1:37.619 | 1:37.132 |          | 12   |
| 13                  | 20 | Kevin Magnussen   | Haas-Ferrari         | 1:37.934 | 1:37.309 |          | 13   |
| 14                  | 11 | Sergio Pérez      | Force India-Mercedes | 1:37.255 | 1:37.541 |          | 14   |
| 15                  | 14 | Fernando Alonso   | McLaren-Renault      | 1:37.890 | 1:37.743 |          | 15   |
| 16                  | 28 | Brendon Hartley   | Toro Rosso-Honda     | 1:37.994 |          |          | 16   |
| 17                  | 10 | Pierre Gasly      | Toro Rosso-Honda     | 1:38.166 |          |          | 17   |
| 18                  | 2  | Stoffel Vandoorne | McLaren-Renault      | 1:38.577 |          |          | 18   |
| 19                  | 35 | Sergej Sirotkin   | Williams-Mercedes    | 1:38.635 |          |          | 19   |
| 20                  | 18 | Lance Stroll      | Williams-Mercedes    | 1:38.682 |          |          | 20   |
| 107% tijd: 1:43.549 |    |                   |                      |          |          |          |      |

## Wedstrijd
De race werd gewonnen door Lewis Hamilton, die zijn elfde zege van het seizoen behaalde. Sebastian Vettel eindigde op de tweede plaats, terwijl Max Verstappen het podium compleet maakte. Daniel Ricciardo werd vierde, terwijl Valtteri Bottas, die vanwege problemen met zijn banden een extra pitstop moest maken, vijfde werd. Carlos Sainz jr. werd voor Renault zesde, terwijl Charles Leclerc nipt de Force India van Sergio Pérez achter zich wist te houden en zo zevende werd. De top 10 werd afgesloten door het Haas-duo Romain Grosjean en Kevin Magnussen.

### Race-uitslag
| Pos. | No. | Coureur           | Constructeur         | Rondes | Tijd/Oorzaak uitval | Grid | Punten |
| ---- | --- | ----------------- | -------------------- | ------ | ------------------- | ---- | ------ |
| 1    | 44  | Lewis Hamilton    | Mercedes             | 55     | 1:39:40.382         | 1    | 25     |
| 2    | 5   | Sebastian Vettel  | Ferrari              | 55     | +2.581              | 3    | 18     |
| 3    | 33  | Max Verstappen    | Red Bull-TAG Heuer   | 55     | +12.706             | 6    | 15     |
| 4    | 3   | Daniel Ricciardo  | Red Bull-TAG Heuer   | 55     | +15.379             | 5    | 12     |
| 5    | 77  | Valtteri Bottas   | Mercedes             | 55     | +47.957             | 2    | 10     |
| 6    | 55  | Carlos Sainz jr.  | Renault              | 55     | +1:12.548           | 11   | 8      |
| 7    | 16  | Charles Leclerc   | Sauber-Ferrari       | 55     | +1:30.789           | 8    | 6      |
| 8    | 11  | Sergio Pérez      | Force India-Mercedes | 55     | +1:31.275           | 14   | 4      |
| 9    | 8   | Romain Grosjean   | Haas-Ferrari         | 54     | +1 ronde            | 7    | 2      |
| 10   | 20  | Kevin Magnussen   | Haas-Ferrari         | 54     | +1 ronde            | 13   | 1      |
| 11   | 14  | Fernando Alonso   | McLaren-Renault      | 54     | +1 ronde            | 15   |        |
| 12   | 28  | Brendon Hartley   | Toro Rosso-Honda     | 54     | +1 ronde            | 16   |        |
| 13   | 18  | Lance Stroll      | Williams-Mercedes    | 54     | +1 ronde            | 20   |        |
| 14   | 2   | Stoffel Vandoorne | McLaren-Renault      | 54     | +1 ronde            | 18   |        |
| 15   | 35  | Sergej Sirotkin   | Williams-Mercedes    | 54     | +1 ronde            | 19   |        |
| DNF  | 10  | Pierre Gasly      | Toro Rosso-Honda     | 46     | Motor               | 17   |        |
| DNF  | 31  | Esteban Ocon      | Force India-Mercedes | 44     | Motor               | 9    |        |
| DNF  | 9   | Marcus Ericsson   | Sauber-Ferrari       | 24     | Motor               | 12   |        |
| DNF  | 7   | Kimi Räikkönen    | Ferrari              | 6      | Mechanisch          | 4    |        |
| DNF  | 27  | Nico Hülkenberg   | Renault              | 0      | Ongeluk             | 10   |        |

## Tussenstanden wereldkampioenschap
Betreft tussenstanden voor het wereldkampioenschap na afloop van de race.

### Coureurs
| Positie | No. | Rijder           | Team                 | Punten |
| ------- | --- | ---------------- | -------------------- | ------ |
| 1       | 44  | Lewis Hamilton   | Mercedes             | 408    |
| 2       | 5   | Sebastian Vettel | Ferrari              | 320    |
| 3       | 7   | Kimi Räikkönen   | Ferrari              | 251    |
| 4       | 33  | Max Verstappen   | Red Bull-TAG Heuer   | 249    |
| 5       | 77  | Valtteri Bottas  | Mercedes             | 247    |
| 6       | 3   | Daniel Ricciardo | Red Bull-TAG Heuer   | 170    |
| 7       | 27  | Nico Hülkenberg  | Renault              | 69     |
| 8       | 11  | Sergio Pérez     | Force India-Mercedes | 62     |
| 9       | 20  | Kevin Magnussen  | Haas-Ferrari         | 56     |
| 10      | 55  | Carlos Sainz jr. | Renault              | 53     |

### Constructeurs
| Positie | Team                 | Punten |
| ------- | -------------------- | ------ |
| 1       | Mercedes             | 655    |
| 2       | Ferrari              | 571    |
| 3       | Red Bull-TAG Heuer   | 419    |
| 4       | Renault              | 122    |
| 5       | Haas-Ferrari         | 93     |
| 6       | McLaren-Renault      | 62     |
| 7       | Force India-Mercedes | 52     |
| 8       | Sauber-Ferrari       | 48     |
| 9       | Toro Rosso-Honda     | 33     |
| 10      | Williams-Mercedes    | 7      |